# Стоматолошка протетика
Стоматолошка протетика је грана стоматологије која се превасходно бави надокнадом изгубљених ткива усне дупље, помоћу протетских надокнада (нпр. крунице, мостови, протезе). Надокнада козметских дефеката, надокнада на зубним имплантатима. Проблеми виличног зглоба такође спадају под поље стоматолошке протетике.
Специјализација из домена стоматолошке протетике подразумева додатне 3 године специјалистичког стажа након стицања дипломе завршених основних студија. Након свршеног специјалистичког стажа полагањем специјалистичког испита пред специјалистичком комисијом се добија титула специјалиста стоматолошке протетике. Током специјализације специјализант мора савладати градиво из анатомије, физиологије и патологије главе и врата, гнатологије, естетике, стоматолошких материјала итд. Након овакве врсте обуке специјалиста стиче могућност да се бави реконструкцијом недостатка зуба и ресорбованог алвеоларног гребена, реконструкцијама естетског карактера, конгениталним малформацијама, поремећајима виличног зглоба, протетска реконструкција дефеката максилофацијалне регије итд.

## Најчешће стоматолошке протетике
- Зубне kрунице
- Зубни имплантати
- Зубне крунице
- Холивудски осмех
- Протезе

Зубни имплантати: титанијумски шраф који се убацује у кост вилице да служи као замена корена зуба.
Зубни мостови: фиксни протетски уређај који замењује један или више недостајућих зуба тако што премошћује јаз између два здрава зуба.
Зубне крунице: врста капице која се поставља преко оштећеног или поквареног зуба да би се вратио његов облик, величину и функцију.
Холивудски осмех:естетска стоматолошка процедура која потпуно реформише физички изглед свих зуба. Холивудски осмех процедура се врши реконструкцијом видљивог дела зуба додавањем без-металних круница преко тренутне глеђи зуба.
Протезе: уклоњиви протетски уређај који замењује недостајуће зубе и околно ткиво.